# Jüdischer Friedhof (Uelzen)

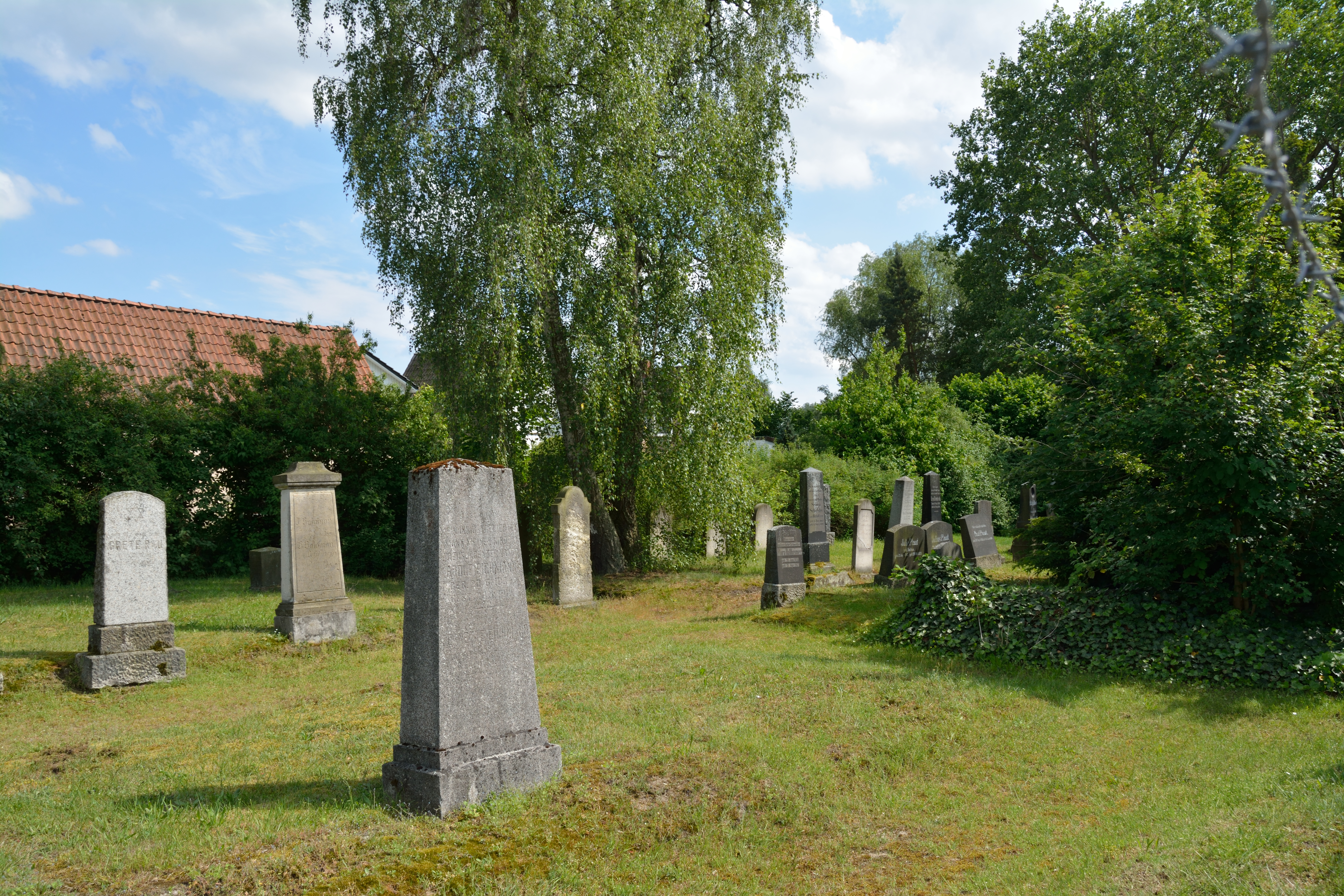
Friedhof (Teilansicht)

Der Jüdische Friedhof Uelzen ist ein jüdischer Friedhof in Uelzen im Landkreis Uelzen in Niedersachsen. Er ist ein geschütztes Kulturdenkmal.
Auf dem Friedhof, der an der Niendorfer Straße liegt, befinden sich 37 Grabsteine für Juden aus Uelzen und Umgebung, die in den Jahren 1850 bis 1940 verstorben sind.

## Geschichte
1850 wurde das Gelände des Friedhofs am südlichen Ende der Niendorfer Straße privat von Levy Louis Benjamin erworben und der Gemeinde geschenkt. Durch Zukauf wurde der Friedhof 1925 auf 1.086 m² erweitert. 1960 ging er an den Landesverband der Jüdischen Gemeinden von Niedersachsen über. Dem städtischen Gartenbauamt obliegt die Pflege des Geländes und der 37 Grabsteine.